# Dalmazzo di Pedona

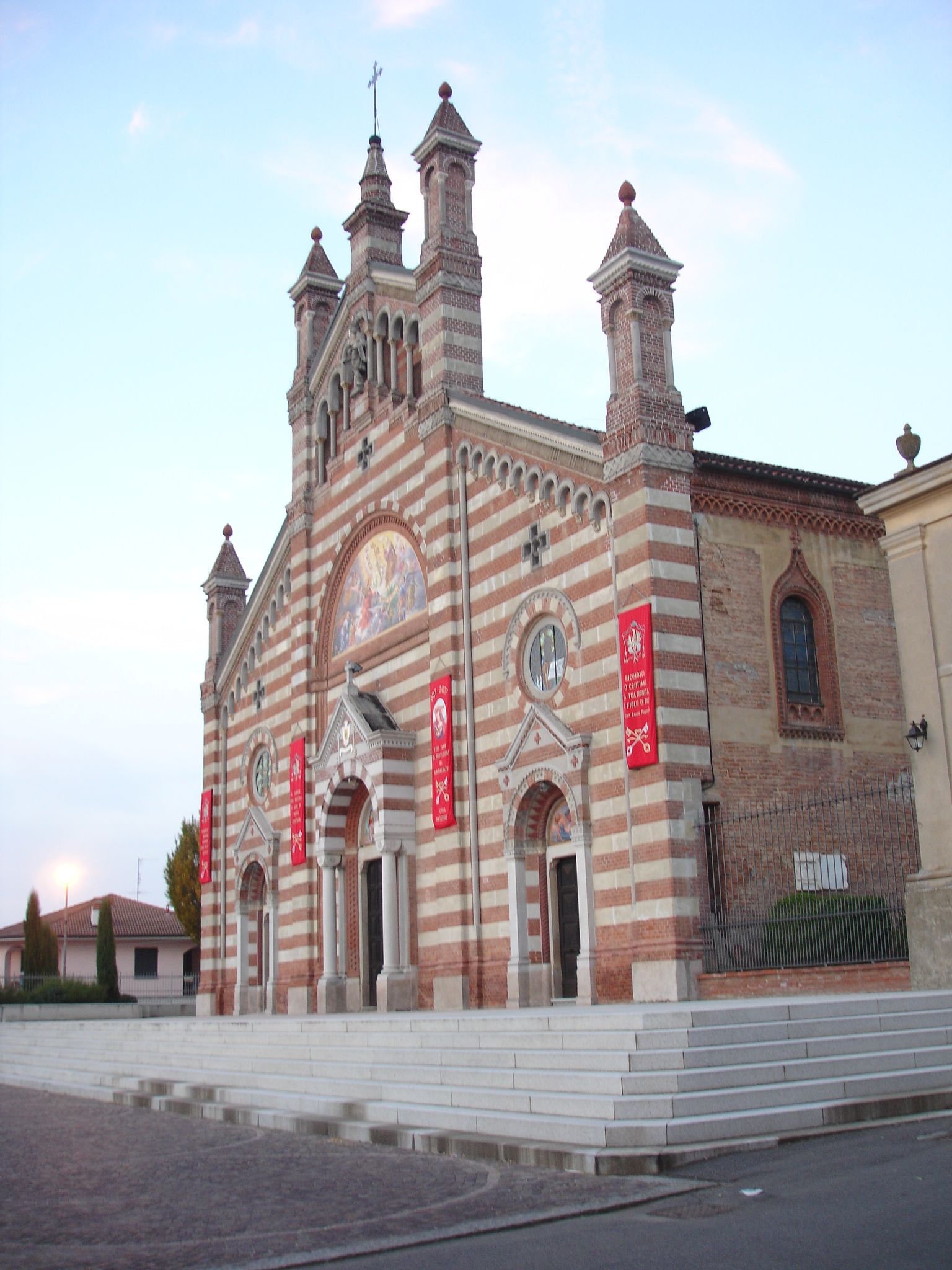
Basilica minore di San Dalmazio a Quargnento

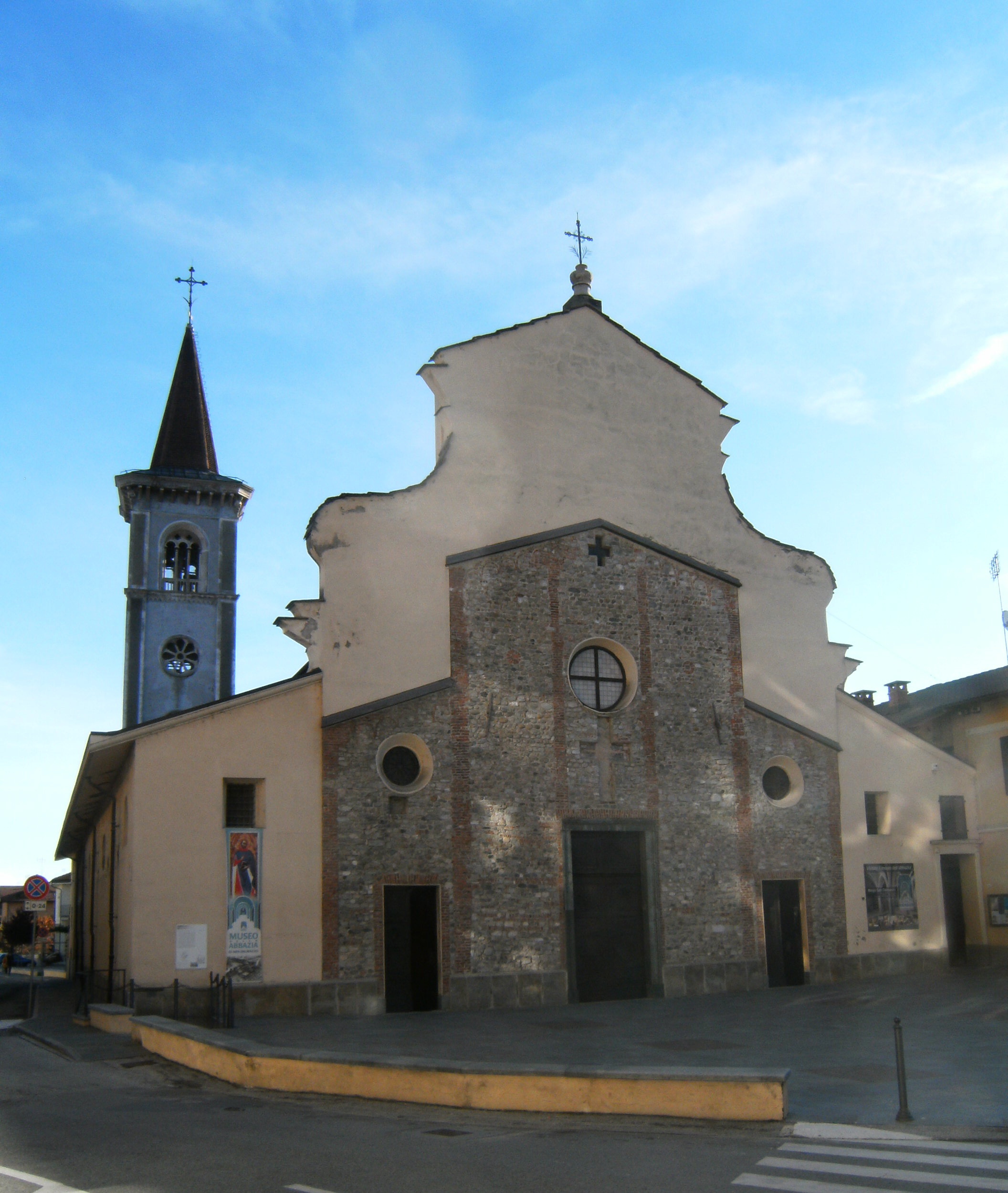
Chiesa di San Dalmazzo a Borgo San Dalmazzo

Dalmazzo, o Dalmazio di Pedona (... – 5 dicembre 254), è venerato dalla Chiesa cattolica come santo e martire.

## Agiografia
Secondo lo storico Ferdinando Gabotto, sono note due recensioni che trarrebbero le informazioni sulla vita del santo da un manoscritto di un monaco del monastero di Pedona del VII secolo.
In questo manoscritto, il monaco riferisce che Dalmazio era nato a Forum Germanorum (l'odierna San Damiano Macra) in epoca precostantiniana e lo descrive come un evangelizzatore. Egli venne martirizzato nel 254 nei pressi di Pedona (oggi Borgo San Dalmazzo); i suoi resti vennero successivamente conservati presso una basilica edificata in suo onore.

## La traslazione del corpo
Secondo l'Ughelli ed il Cipolla, il vescovo astese Audace, all'inizio del X secolo, a causa delle continue scorribande dei Saraceni nel Piemonte sud-occidentale, dispose il trasferimento del corpo del santo nella pieve di Quargnento (ora nella diocesi di Alessandria). A Quargnento, infatti, si venera tuttora la reliquia del corpo del santo, conservata nella basilica minore di San Dalmazio.

## Il culto
Il 5 dicembre i pellegrini confluivano presso la basilica di Pedona.